# Schlins
Schlins är en ort och kommun i distriktet Feldkirch i förbundslandet Vorarlberg i Österrike.